# 单叶臭荠
单叶臭荠（学名：Coronopus integrifolius），又名濱芥，为十字花科臭荠属下的一个种。